# Kolonnechef
Kolonnechef er en gradsbetegnelse i Beredskabsstyrelsen. En kolonnechef svarer til oberstløjtnant i Hæren. En kolonnechef i Beredskabsstyrelsen bestrider ofte stillingen som kontorchef i et af Beredskabsstyrelsens kontorer eller chef for et beredskabscenter (disse havde tidligere titel af brigadechef).